# El esfuerzo y el ánimo
El esfuerzo y el ánimo és un documental espanyol dirigit per Arantxa Aguirre, estrenada el 2009. El documental es presentà a Espanya a la secció "Tiempo de Historia" de la 54a edició de la Setmana Internacional de Cine de Valladolid, després de presentar-se abans en diversos festivals internacionals com els de Mont-real, de Varsòvia, de Gant o de São Paulo.
| «                       | De puntetes, sense sabates, en silenci. Així ha entrat Arantxa Aguirre a les sales de ball de Maurice Béjart Ballet, a Lausanne. Ha escoltat la respiració entretallada dels ballarins, ha estat testimoni del seu patiment i el seu cansament, també del seu orgull, les seves il·lusions i el seu amor per la feina ben feta. | » |
| — Rocío García, El País | |   |

## Argument
La mort del prestigiós ballarí Maurice Béjart el 2007 evoca als trenta-cinc ballarins i ballarines de la companyia de ball, que Béjart havia fundat i dirigit fins a la seva mort, a moments de por, inquietud i amor propi per mantenir la companyia i no desaparèixer. Per aquesta raó, preparen un nou espectacle, Aria de Gil Roman, tant per mantenir el nivell del seu mestre, com també per homenatjar la mort de Maurice Béjart.